# إينفيلد (نيويورك)
إينفيلد (بالإنجليزية: Enfield, New York)‏ هي بلدة أمريكية تقع في الولايات المتحدة في مقاطعة تومبكينز. يقدر عدد سكانها بـ 3,512 نسمة ومساحتها 95.6 كم2 وترتفع عن سطح البحر 339 متر.

## أعلام
- كاري هيكس